# Waldlaubsänger
Der Waldlaubsänger (Phylloscopus sibilatrix) ist eine Vogelart der Gattung der Laubsänger (Phylloscopus) aus der Familie der Laubsängerartige (Phylloscopidae). Es werden keine Unterarten unterschieden.

## Beschreibung
Der Waldlaubsänger ist etwa elf bis dreizehn Zentimeter lang, hat eine Flügelspannweite von 19 bis 24 Zentimetern und ein Gewicht von etwa acht bis dreizehn Gramm. Der kleine Vogel hat einen weißen Bauch, eine gelbe Kehle und einen gelben Überaugenstreif, der Rücken ist grün, seine Brust gelblichweiß gefärbt. Männchen und Weibchen haben die gleiche Färbung. Die Lebenserwartung beträgt bis zu acht Jahre. 
Der Waldlaubsänger ist der größte aller heimischen Laubsängerarten. Sein Ruf klingt in etwa wie „sib“ oder „tüh“. Der Gesang besteht aus zwei Strophen, die auch unabhängig voneinander vorgetragen werden: Die erste, sehr charakteristische, klingt wie eine anlaufende Nähmaschine (Gesangⓘ gleicht einem Accelerando), und die zweite ist ein abfallendes „düh-düh-düh ...“.

## Verbreitungsgebiet und Lebensraum

Verbreitung des Waldlaubsängers:
Brutgebiete
Ganzjähriges Vorkommen
Migration
Überwinterungsgebiete
Streifzüge (Saisonalität unsicher)

Der Waldlaubsänger ist ein Brutvogel des Laubwaldgürtels im Westen der Paläarktis und ein Langstreckenzugvogel. Er lebt in lichten Laub- und Mischwäldern, Buchenwäldern und Parkanlagen. Das Verbreitungsgebiet reicht von Großbritannien über den Südosten Norwegens und Schwedens sowie Finnland bis an den westlichen Rand von Sibirien. Die südliche Verbreitungsgrenze verläuft durch den Süden Frankreichs und den Süden Bulgariens, Moldawiens und der Ukraine. In Mitteleuropa ist der Waldlaubsänger in Laubwaldbeständen weit verbreitet und kommt von der Tiefebene bis zur Montanstufe vor. Im Kanton Jura kommt er vereinzelt bis in Höhenlagen von 1.400 Metern vor, in den Alpen dagegen übersteigt er nur selten Höhen von 1.300 Metern.
Von April bis September ist er in fast ganz Mitteleuropa anwesend, sein Winterquartier liegt im tropischen Afrika. Abreisezeit und Zugrichtung sind angeboren. 

## Ernährung
Der Waldlaubsänger ernährt sich von Spinnen, Weichtieren, Insekten und deren Larven. Im Herbst frisst er gelegentlich auch Beeren.

## Fortpflanzung

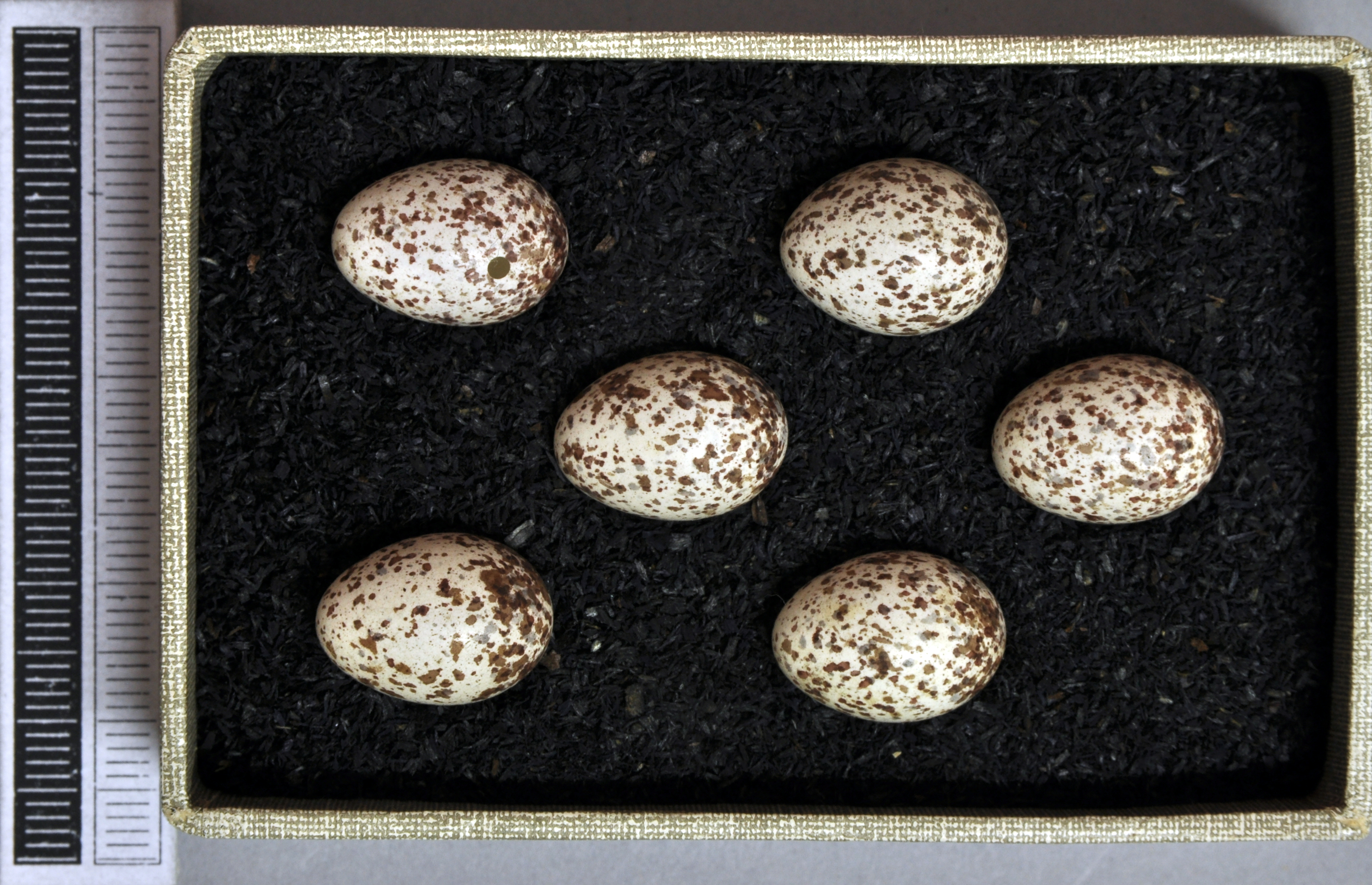
Gelege, Sammlung Museum Wiesbaden

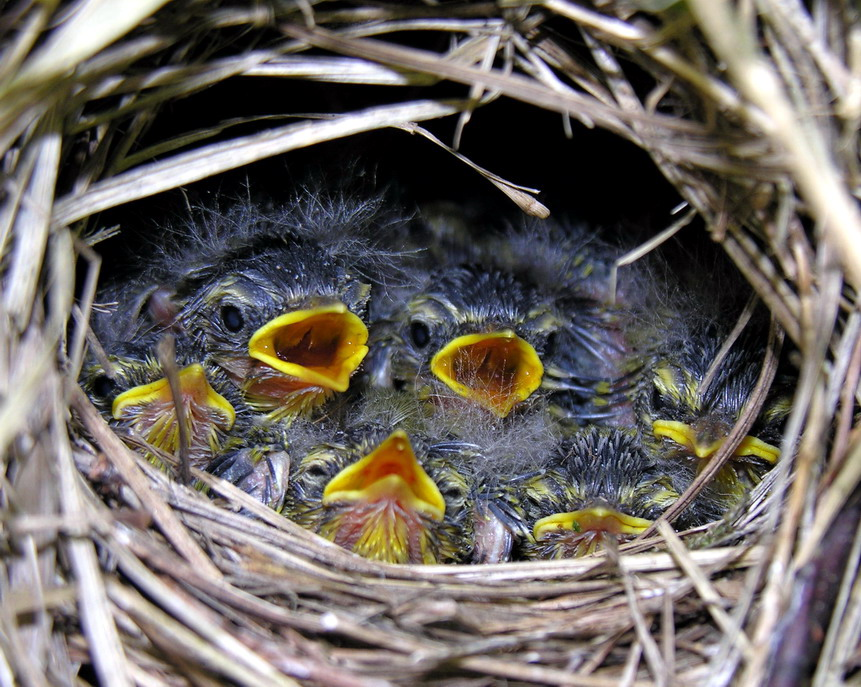
Nestlinge

Die Geschlechtsreife tritt nach einem Jahr ein. Waldlaubsänger leben überwiegend eine monogame Brut- oder Saisonehe. Nach einsetzender Bebrütung beginnen zwischen dreißig und sechzig Prozent der verpaarten Männchen in einem kleineren Zweitrevier um ein zweites Weibchen zu werben.
Die Hauptbrutzeit ist Mai bis Juli. Das aus Halmen und Gras erbaute backofenförmige Nest liegt gut versteckt im Bodengestrüpp. Das Weibchen legt fünf bis acht Eier (selten auch bis zu zehn), die 12 bis 14 Tage bebrütet werden. Die Jungvögel bleiben nach dem Schlüpfen noch 12 bis 13 Tage im Nest. Der europäische Bestand wird auf rund 7 Millionen Brutpaare geschätzt.

## Belege

### Einzelbelege
1. ↑  Bauer et al., S. 175.
2. ↑  Bauer et al., S. 176.
3. ↑  Bauer et al., S. 177.